# Desmodium ochroleucum
Desmodium ochroleucum är en ärtväxtart som beskrevs av William Marriott Canby. Desmodium ochroleucum ingår i släktet Desmodium och familjen ärtväxter. Inga underarter finns listade i Catalogue of Life.